# Генеративне мистецтво
Генеративне мистецтво відноситься до мистецтва, яке повністю або частково було створено з використанням автономної системи. Автономна система в цьому контексті, як правило, не є людиною і може самостійно визначати особливості витвору мистецтва, які в іншому випадку вимагали б рішень, ухвалених безпосередньо художником. У деяких випадках людина-творець може стверджувати, що генеративна система представляє їхню власну художню ідею, а в інших, що система бере на себе роль творця.
«Генеративне мистецтво» часто відноситься до алгоритмічного мистецтва (алгоритмічно визначені мистецькі роботи, створені комп’ютером) і синтетичні медіа (загальний термін для будь-яких алгоритмічно створених медіа), але художники також можуть створювати його за допомогою систем хімії, біології, механіки та робототехніки, розумних матеріалів, ручної рандомізації, математики, відображення даних, симетрії, мозаїки тощо.

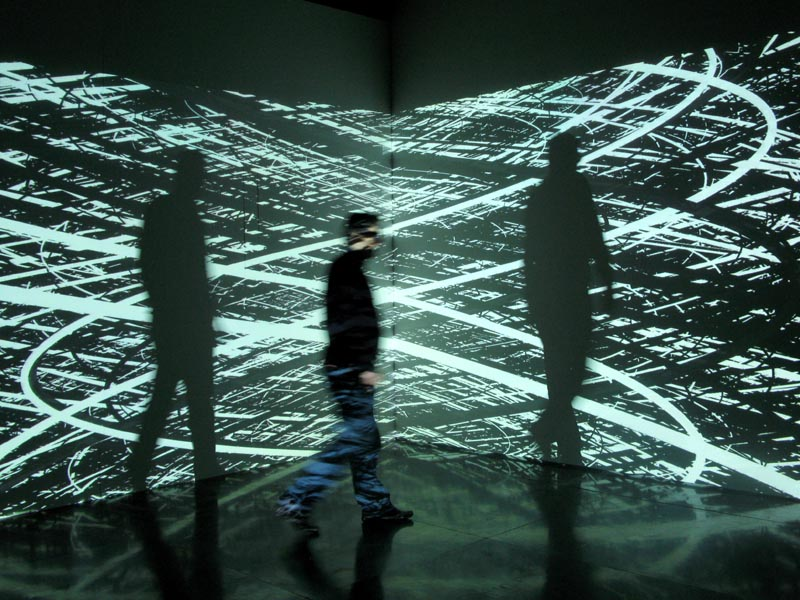
Інсталяційний вигляд Ірраціональної геометрії, 2008, Паскаля Домбіса

## Історія
Використання слова «генеративний» в обговоренні мистецтва розвинулося з часом. Використання «штучної ДНК» визначає генеративний підхід до мистецтва, зосереджений на побудові системи, яка здатна генерувати непередбачувані події, зі спільним характером, який легко впізнати. Використання автономних систем, зосереджено на генеративному підході, де контроль значно зменшений. Такий підхід ще називають «емерджентним»(виниклим). Маргарет Боден та Ернест Едмондс звернули увагу на використання терміна «генеративне мистецтво» в широкому контексті автоматизованої комп’ютерної графіки ще в 1960-х роках, починаючи з мистецьких робіт, виставлених Георгом Нісом і Фрідером Наке в 1965 році. У 1962 році Майкл Нолл створив своє перше комп’ютерне мистецтво, що поєднувало в собі випадковість та порядок, і виставив його разом із роботами Белла Джулеса у 1965 році.
Перша така виставка показала роботу Ніса в лютому 1965 року, яка, як дехто стверджує , мала назву «Генеративна компʼютерна графіка». Хоча Ніс сам не пам’ятає, це була назва його докторської дисертації, опублікованої кілька років пізніше. Насправді назва першої виставки та каталогу була «комп’ютерна графіка». В той час «Генеративне мистецтво» та пов’язані з ним терміни використовувалися декількома різними комп’ютерними художниками, зокрема Манфредом Мором і Кеном Ноултоном. Віра Молнар (народилася 1924) — французька медіахудожниця з угорським корінням. Молнар вважають "піонером" генеративного мистецтва, а також однією з перших жінок, яка використовувала комп’ютери у своїх художніх роботах. Термін «генеративне мистецтво» у значенні динамічних мистецьких систем, здатних генерувати кілька мистецьких подій, було вперше використано на конференції «Генеративне мистецтво» в Мілані в 1998 році.
Цей термін також використовувався для опису абстрактно-геометричного мистецтва, де прості елементи повторюються, трансформуються або змінюються для створення більш складних форм. Таким чином, генеративне мистецтво практикували аргентинські художники Едуардо Макентайр і Мігель Анхель Відаль наприкінці 1960-х років. У 1972 році румун Пол Неагу створив групу Генеративного мистецтва у Британії. Вона складалась виключно з самого Неагу використовуючи такі псевдоніми, як «Хансі Белмуд» і «Едвард Ларсоккі». У 1972 році Неагу прочитав лекцію під назвою «Генеративні форми мистецтва» в Університеті Квінз.
У 1970 році школа інституту мистецтв Чикаго створила відділ під назвою Генеративні системи. Як описала Соня Ленді Шерідан, основна увага була зосереджена на художніх практиках із використанням нових на той час технологій, міжмашинної передачі, друку та передачі зображень, а також на дослідженні аспекту часу в трансформації інформації про зображення. Також варто відзначити Джона Данна, спочатку студента, а потім співробітника Шерідан.

У 1988 році Клаузер визначив аспект системної автономії як критичний елемент генеративного мистецтва:
З наведеного вище опису еволюції генеративного мистецтва має бути очевидно, що процес і зміна (або структурування і трансформація) є одними з його найбільш визначених рис, також що ці риси та сам термін «генеративний» означають динамічний розвиток і рух. Результат не є творінням художника, а скоріше продуктом генеративного процесу – самовиродженою структурою.
У 1989 році Селестіно Содду визначив підхід генеративного дизайну до архітектури та міського дизайну у своїй книзі "Citta' Aleatorie".
У 1989 році Франке назвав «генеративну математику» як «дослідження математичних операцій, придатних для створення художніх образів».
З середини 1990-х років Брайан Іно популяризував терміни генеративна музика та генеративні системи, встановлюючи зв’язок із більш ранньою експериментальною музикою Террі Райлі, Стіва Райха та Філіпа Ґласса.
З кінця 20-го століття спільноти генеративних художників, дизайнерів, музикантів і теоретиків почали зустрічатися, формуючи міждисциплінарні перспективи. Перша зустріч про генеративне мистецтво відбулася в 1998 році на першій Міжнародній конференції генеративного мистецтва в Політехнічному університеті Мілану, Італія. Пізніше такі конференції також були в Австралії(1999) та Берліні(2005). У 2012 році новий журнал GASATHJ, Generative Art Science and Technology Hard Journal, заснували Селестіно Содду та Енріка Колабелла, об’єднавши кількох генеративних митців і вчених у редакційну колегію.

Дехто стверджував, що в результаті цієї взаємодії через дисциплінарні кордони спільнота зійшлася на спільному значенні цього терміна. За словами Боден і Едмондс  в 2011 році:
Сьогодні термін «генеративне мистецтво» все ще актуальний у відповідній мистецькій спільноті. І в музиці, і в образотворчому мистецтві використання цього терміна тепер зближується до роботи, яка була створена за допомогою набору правил, де митець дозволяє комп’ютерній системі взяти на себе принаймні частину прийняття рішень (хоча , звісно, правила визначає художник).
Також на конференції Генеративного мистецтва в Мілані, які відбуваються щорічно з 1998, Селестіно Содду сформував таке означення генертивного мистецтва:
Генеративне мистецтво – це ідея, реалізована як генетичний код штучних подій, як побудова динамічних складних систем, здатних породжувати нескінченні варіації. Кожен генеративний проект — це концептуальне програмне забезпечення, яке створює унікальні та неповторювані події, такі як музика чи 3D-об’єкти, як можливі та різноманітні вираження генеруючої ідеї, чітко впізнаваної як бачення, що належить художнику, дизайнеру, музиканту, архітектору чи математику. 

## Типи

### Музика
"Музична гра в кубики" Йоганна Кірнбергера 1757 року вважається раннім прикладом генеративної системи, заснованої на випадковості. Для вибору музичних фрагментів із пронумерованого списку раніше складених фраз, використовували кубики. Ця система забезпечувала баланс порядку та безладу. Структура базувалася на елементі порядку, з одного боку, та безладу, з іншого.
Такі композитори, як Джон Кейдж і Браян Іно  використовували генеративні системи у своїх творах.

### Візуальне мистецтво
Художник Еллсворт Келлі створював картини, використовуючи випадкові операції для призначення кольорів у сітці. Він також створював роботи на папері, які потім розрізав на смужки або квадрати та знову збирав, використовуючи випадкові операції для визначення місця розташування.
Такі митці, як Ганс Хааке, досліджували процеси фізичних і соціальних систем у художньому контексті. Франсуа Морелле використовував у своїй творчості як високовпорядковані, так і дуже невпорядковані системи. Деякі з його картин мають регулярні системи радіальних або паралельних ліній для створення візерунків муару. В інших роботах він використовував випадкові операції для визначення кольору сіток. Сол Левіт створив генеративне мистецтво у формі систем, виражених природною мовою, і систем геометричної перестановки.
Французький художник Жан-Макс Альберт, окрім екологічних скульптур, розробив проект, присвячений рослинності з точки зору біологічної активності. Проект Calmoduline Monument заснований на властивості білка, кальмодуліну, вибірково зв’язуватися з кальцієм. Зовнішні фізичні обмеження (вітер, дощ тощо) змінюють електричний потенціал клітинних мембран рослини і, як наслідок, потік кальцію. Проте кальцій контролює експресію гена кальмодуліну. Таким чином, за наявності стимулу рослина може змінити свою «типову» модель росту. Таким чином, основний принцип цієї монументальної скульптури полягає в тому, що в тій мірі, в якій їх можна зібрати та транспортувати, ці сигнали можна збільшити, перевести в кольори та форми та показати «рішення» рослини, що свідчить про рівень фундаментальної біологічної активності.

### Мистецтво програмного забезпечення
Для деяких художників графічні інтерфейси користувача та комп’ютерний код стали самостійною формою мистецтва. Адріан Уорд створив Auto-Illustrator як коментар до програмного забезпечення та генеративних методів, застосованих до мистецтва та дизайну

### Архітектура
У 1987 році Челестіно Содду створив штучну ДНК італійських середньовічних міст, здатну генерувати нескінченні 3D-моделі міст, які можна ідентифікувати як належні цій ідеї.
У 2010 році Майкл Гансмайєр створив архітектурні колони в проекті під назвою «Поділені колони – новий порядок (2010)». У творі досліджено, як простий процес повторного поділу може створити складні архітектурні візерунки. Замість того, щоб безпосередньо проектувати будь-які стовпці, Гансмайер розробив процес, який створював стовпці автоматично. Процес можна запускати знову і знову з різними параметрами для створення нескінченних перестановок. Нескінченні перестановки можна вважати ознакою генеративного дизайну.

### Живе кодування
Це стандартний підхід до програмування артистів, але також може використовуватися для створення живої музики та/або відео шляхом маніпулювання генеративними системами на сцені, практика виконання, яка стала відомою як живе кодування. Як і в багатьох прикладах програмного мистецтва, оскільки живе кодування підкреслює авторство людини, а не автономію, його можна розглядати як опозицію до генеративного мистецтва.